# Mondrepuis
Mondrepuis ist eine französische Gemeinde mit 1.033 Einwohnern (Stand: 1. Januar 2022) im Département Aisne in der Region Hauts-de-France; sie gehört zum Arrondissement Vervins, zum Kanton Hirson und zum Gemeindeverband Trois Rivières.

## Geographie
Die Gemeinde Mondrepuis liegt im Nordosten der Landschaft Thiérache an der Grenze zum Département Nord, acht Kilometer von der Grenze zu Belgien entfernt und fünf Kilometer nordnordwestlich von Hirson. Nachbargemeinden von Mondrepuis sind Fourmies im Norden, Anor im Nordosten, Hirson im Osten und Südosten, Neuve-Maison im Süden, Wimy im Südwesten sowie Clairfontaine im Westen.

## Bevölkerungsentwicklung
| Jahr                       | 1962 | 1968 | 1975 | 1982 | 1990 | 1999 | 2006 | 2013 | 2022 |
| Einwohner                  | 1120 | 1121 | 1005 | 972  | 1006 | 941  | 1000 | 1005 | 1033 |
| Quellen: Cassini und INSEE |      |      |      |      |      |      |      |      |      |

## Sehenswürdigkeiten

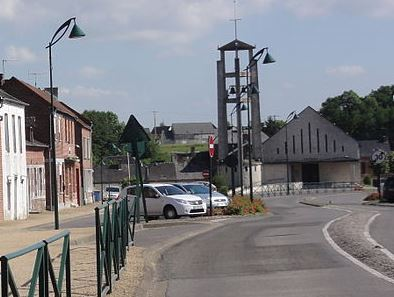
Kirche Saint-Nicolas

- Römisches Lager von Câtelet
- Kirche Saint-Nicolas

## Persönlichkeiten
- Alfred Desmasures (1832–1893), Journalist und Schriftsteller